# Zbigniew Samborski
Zbigniew Samborski (ur. 2 września 1923 w Rudniku nad Sanem, zm. 1 września 2011 we Wrocławiu) – profesor nauk weterynaryjnych o specjalności fizjologia i patologia gruczołu mlekowego, fizjologia i patologia rozrodu zwierząt. Pionier Wrocławia.
Prodziekan Wydziału Medycyny Weterynaryjnej Akademii Rolniczej we Wrocławiu, wieloletni kierownik Katedry Patologii Rozrodu i Kliniki Położniczej Wydziału Medycyny Weterynaryjnej Akademii Rolniczej we Wrocławiu i w Lublinie, wychowawca wielu pokoleń lekarzy medycyny weterynaryjnej i nauczycieli akademickich.
Studia weterynaryjne ukończył w 1951 roku na Wydziale Medycyny Weterynaryjnej Uniwersytetu i Politechniki Wrocławskiej. Jako student Wydziału Prawa UJ, przyjechał w lipcu 1945 roku do Wrocławia, gdzie jako członek Straży Akademickiej brał udział w odbudowie ze zniszczeń wojennych i ochronie obiektów, w których obecnie mieści się Wydziały Medycyny Weterynaryjnej, Rolniczy i Lekarski. Pracę naukowo-dydaktyczną rozpoczął jeszcze w czasie studiów w nowo powołanej Katedrze Położnictwa i Patologii Rozrodu Zwierząt, kierowanej przez prof. Alfreda Senze. W 1960 roku uzyskał stopień doktora nauk weterynaryjnych na Akademii Rolniczej we Wrocławiu, a w 1966 roku doktora habilitowanego. Otrzymał dwa tytuły naukowe - prof. nadzwyczajny (1976) i prof. zwyczajny (1989). Kierownictwo katedry objął w 1975 roku, pełnił tę funkcję do 1993 roku. Wypromował 11 doktorów nauk weterynaryjnych i sprawował patronat nad 5 pracami habilitacyjnymi. Główne kierunki jego badań dotyczyły diagnostyki i terapii schorzeń gruczołu mlekowego oraz układu rozrodczego zwierząt gospodarskich i towarzyszących. Autor i współautor 188 prac ogłoszonych w czasopismach krajowych i zagranicznych. W dorobku ma 5 podręczników akademickich z zakresu fizjopatologii gruczołu mlekowego i układu rozrodczego bydła, trzody chlewnej i psów. Przez 14 lat był koordynatorem Centralnego Programu Badań Naukowych pt. "Fizjologia i patologia rozrodu zwierząt gospodarskich".
Odznaczony był między innymi Krzyżem Kawalerskim Orderu Odrodzenia Polski i Medalem Komisji Edukacji Narodowej.
Został pochowany na cmentarzu św. Wawrzyńca przy ul. Bujwida we Wrocławiu.